# John Henry Dallmeyer

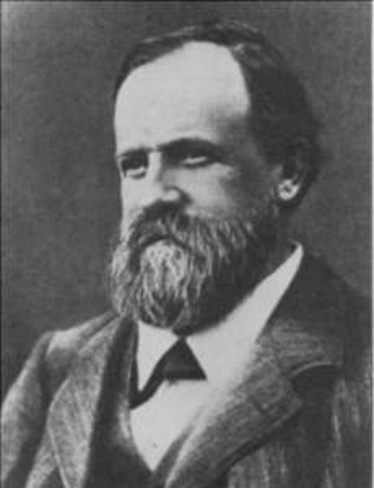
John Henry Dallmeyer

John Henry Dallmeyer (auch: Johann Heinrich Dallmeyer, geb. 6. September 1830 in Loxten (Versmold); gest. 30. Dezember 1883 auf See vor Neuseeland) war ein deutsch-britischer Optiker und Hersteller optischer Linsen.

## Lebensweg
John Henry Dallmeyer wurde als Johann Heinrich Dallmeyer am 6. September 1830 im westfälischen Loxten als Sohn des wohlhabenden Landbesitzers Wilhelm Dallmeyer und seiner Frau Catherine (geb. Meyer) geboren.
Dallmeyer ging für drei Jahre bei einem Osnabrücker Optiker in die Lehre. 1850 oder 1851 wanderte Dallmeyer nach London aus, wo er zunächst bei einem Optiker namens W. Hewitt und später bei Andrew Ross (1798–1859), einem Linsen- und Teleskophersteller, arbeitete. Nach einem Jahr in einer kaufmännischen Position stellte Ross Dallmeyer als wissenschaftlichen Berater wieder ein.
Dallmeyer heiratete 1854 Ross’ zweite Tochter Hannah. Das Paar hatte zwei Söhne, darunter den 1859 geborenen Thomas Rudolphus Dallmeyer, der eines der ersten praxistauglichen Teleobjektive für Fotokameras entwickelt hat.
Als Andrew Ross 1859 starb, erbte das Ehepaar Dallmeyer einen Teil des großen Vermögens von Andrew Ross und den Teil seines Unternehmens, der Fernrohre herstellte. Dallmeyer konstruierte verschiedene Fotoheliographen, also Teleskope, die sich für Fotografien der Sonne eignen.
Als Pionier der Himmelsfotografie entwickelte Dallmeyer 1863 Fotoheliographen für das Observatorium im damals russischen Wilna und ein Jahr später für die Sternwarte des Harvard College. In Anerkennung seiner Beiträge zur Astronomie wurde Dallmeyer am 14. Juni 1861 in die Royal Astronomical Society gewählt.
Dallmeyer heiratete 1862 ein zweites Mal. Seine zweite Ehefrau war Elizabeth Mary Williams, mit ihr hatte er einen Sohn und zwei Töchter.
Dallmeyer wandte sich der Herstellung fotografischer Linsen zu und führte Verbesserungen bei Kamera-Objektiven, Objektgläsern für das Mikroskop und Kondensoren für Projektoren (Laterna magica) ein. Bis 1862 wurde Dallmeyer zu einem führenden Hersteller von Objektiven. Eine seiner wichtigsten Erfindungen war der freie dreifache Achromat, der bemerkenswert verzeichnungsfrei war.
Um die Mitte des 19. Jahrhunderts gab es im Wesentlichen drei Typen von fotografischen Objektiven: das Petzvalobjektiv für Porträt-Fotografien, das Meniskus-Objektiv für Landschaften und ein Weitwinkelobjektiv, das als „Globe“ (oder „Ross Doublet“) bekannt war. Dallmeyer und sein deutscher Zeitgenosse Hugo Adolph Steinheil (1832–1893) arbeiteten an der Entwicklung eines verzeichnungsfreien Objektivs, das bei Blende f/6 oder f/8 einen Bereich von plus/minus 24 Winkelgrad abdecken sollte. Dallmeyer ließ 1866 das Rapid Rectilinear (Aplanat)-Objektiv patentieren, das so genannt wurde, weil es schneller als andere damals erhältliche Objektive mit geringer Blendenöffnung war. Um den gewünschten Effekt zu erzielen, wählten sowohl Dallmeyer als auch Steinheil eine Kombination aus leichten und dichten Flintgläsern für die Linsen ihrer Objektive. Das Rapid Rectilinear-Objektiv konnte sowohl für Kameras als auch für Vergrößerungsgeräte verwendet werden.
Dallmeyer baute seine Porträtobjektive zunächst nach dem von Josef Maximilian Petzval (1807–1891) entwickelten Konstruktionsprinzip. Er nahm jedoch eine wichtige Änderung vor, die es den Fotografen erleichterte, eine gewisse Unschärfe und Weichzeichnung in ihre Porträtfotos einzubringen, sofern sie dies wünschten. Mit dem Dallmeyer-Objektiv kann der Kamera-Operateur, „… hohe Schärfe auf einer Bildebene opfern und den Fokus dafür auf mehrere Bildebenen verteilen, um so ein künstlerischeres und gefälligeres Ergebnis zu erzielen“, wie es in Dallmeyers Patentschrift vom Juni 1867 hieß.
Als Mitglied der Royal Microscopical Society arbeitete Dallmeyer auch an der Verbesserung des Kondensors für Mikroskop-Objektgläser.
Auf Ausstellungen in Dublin und Berlin (1865), Paris (1867 und 1878) und Philadelphia (1876) erhielten Dallmeyers Linsen hohe Auszeichnungen. Die französische Regierung verlieh ihm das Kreuz der Ehrenlegion, Russland den Sankt-Stanislaus-Orden. Dallmeyer verfasste mehrere Beiträge, hauptsächlich über fotografische Optik, für verschiedene Zeitschriften. Er schrieb einen Aufsatz „Über die Wahl und den Gebrauch der photographischen Linsen“ („On the Choice and Use of Photographic Lenses“), der sechs Auflagen erlebte. Viele Jahre lang gehörte er dem Rat der Photographic Society of Great Britain an.
Im Jahr 1880 übergab John Henry Dallmeyer aus gesundheitlichen Gründen das Geschäft an seinen ältesten Sohn Thomas Rudolphus Dallmeyer (1859–1906).
John Henry Dallmeyer starb am 30. Dezember 1883 im Alter von 53 Jahren bei einer Schiffsreise vor Neuseeland, möglicherweise durch Ertrinken.
Henry Dallmeyers zweiter Sohn Thomas Rudolphus Dallmeyer (1859–1906) erwarb 1891 ein Patent auf ein erstes praktisch verwendbares Teleobjektiv (dessen Länge kürzer ist als seine Brennweite) und schrieb ein Standardwerk zu diesem Thema (Telephotographie, 1899).